# Biblioteca Digital Curt Nimuendajú
La Biblioteca Digital Curt Nimuendajú es una biblioteca digital. La biblioteca tiene recursos sobre las culturas y lenguas indígenas de América del Sur.
La biblioteca fue nombrada en homenaje al etnólogo germano-brasileño Curt Nimuendajú.
El site tiene el periódico eletrónico Cadernos de Etnolingüística: Estudos de Lingüística Sul-Americana.

## Colecciones seleccionadas
- Colección Aryon Rodrigues
- Colección Lucy Seki
- Colección Geraldo Lapenda
- Colección Renato Nicolai
- Proyecto Aldevan Baniwa